# Hex (bordspel)

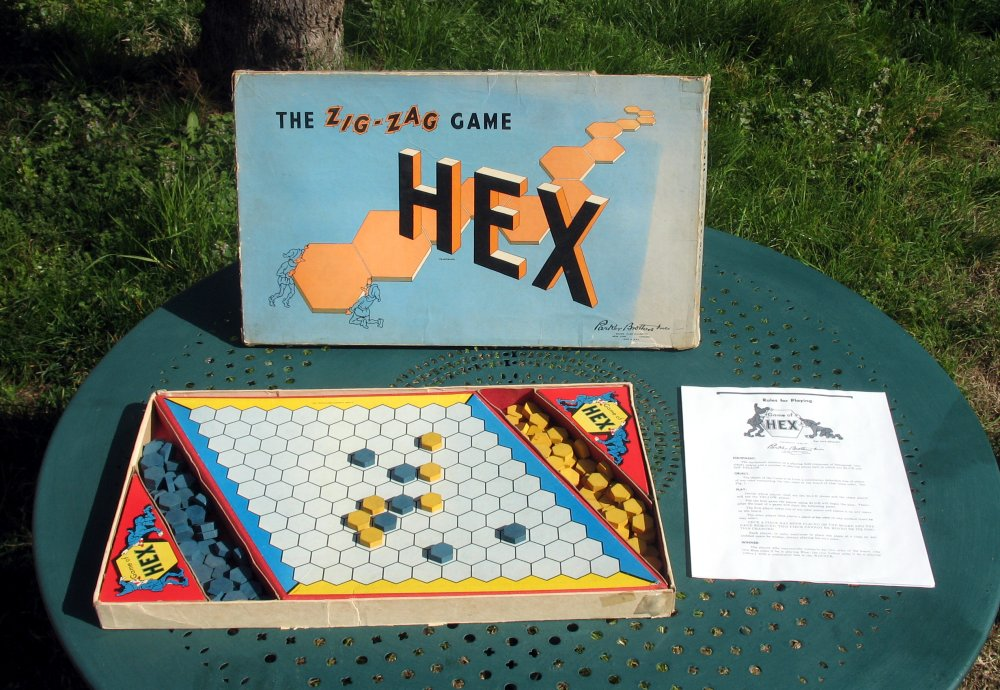
Hex – The Zig-Zag Game – Parker Brothers – 1950

Hex is een bordspel voor twee personen.

## Uitleg
Hex wordt door twee spelers gespeeld op een bord bestaande uit een aaneenschakeling van zeshoeken. Beide spelers hebben tegenovergestelde zijden die zij door middel van de velden op het bord moeten zien te verbinden. Per beurt mag een speler een veld bezetten. De speler die als eerste een brug heeft gemaakt tussen zijn twee zijden wint.
Het bord kan iedere grootte aannemen. Het meest gebruikelijk zijn borden van 7×7 en 11×11.

## Geschiedenis
Van Hex wordt gezegd dat het tegelijkertijd door verschillende personen bedacht is, namelijk door de Deen Piet Hein in 1942 onder de naam Polygon, en door de Amerikaanse wiskundige John Nash onder de naam Nash.
De naam Hex is bedacht door de Parker Brothers die het spel in 1952 in Amerika op de markt brachten. Het spel bleef echter vooral populair in de speelruimtes van academische wiskundedepartementen, onder meer door de publicaties van Martin Gardner in Scientific American en zijn boek Mathematical Puzzles and Diversions (1959). Pas in de jaren negentig, met de opkomst van het internet, kreeg het spel bekendheid bij het grote publiek. In 2000 werd het eerste boek over hex-strategie, Hex Strategy: Making the Right Connections van Cameron Browne, gepubliceerd.

## Opvolgers
Er zijn verschillende spelen gebaseerd op hex, waaronder game of Y, twixt en Bridg-It.